# Tony Damito
Antônio Damião da Silva, mais conhecido como Tony Damito (Dom Silvério, 27 de setembro de 1940 — Camboriú, 26 de abril de 2004) foi um cantor e compositor brasileiro. É melhor lembrado por sua canção "Não Vá Embora", que foi sua canção de maior sucesso, se tornando conhecida em todo o Brasil. O disco que contém "Não Vá Embora" vendeu em torno de 2 milhões de cópias. Ficou popular entre 1970 e 1980, cantando músicas do estilo brega. Seu primeiro compacto foi lançado em 1969 pela gravadora Caravelle.
Durante os anos 1980, era convidado frequente de programas como “Programa do Chacrinha” “Programa Silvio Santos”, “Clube dos Artistas”, “Domingão do Faustão”, “Programa do Gugu”, “Programa Raul Gil”, e “Globo de Ouro”. Mais de 500 composições de Tony foram gravadas por diversos artistas, como Waldick Soriano, Lourenço e Lourival, Nalva Aguiar, Lindomar Castilho, Chitaozinho e Xororó, etc. Em 2000, sua canção "Gut-gut" foi parodiada no programa Hermes & Renato. Em 2013, Sérgio Reis gravou a canção "Meu Lugar", de Tony Damito e Meirecler, lançada no álbum Questão de Tempo (Radar Records).
Após anos de carreira, Tony Damito se tornou evangélico, chegando a gravar um álbum gospel em 2004. Faleceu no mesmo ano.